# Arborville (Nebraska)
Arborville ist eine Gemeinde (Unincorporated Community) im York County im Süden von Nebraska, Vereinigte Staaten. Das U.S. Census Bureau hat bei der Volkszählung 2020 eine Einwohnerzahl von 121 ermittelt.

## Geografie
Die Gemeinde Arborville befindet sich rund 30 Kilometer nordwestlich von York. Die nächstgelegenen größeren Städte sind Grand Island (31 km nordwestlich) und Lincoln (110 km östlich).

## Geschichte
Von 1874 bis 1943 existierte in dem Ort ein Postbüro. Der Name stammt von den Bäumen die der Gründer pflanzte.

## Verkehr
Der nächstgelegene Flugplatz ist der York Municipal Airport.